# Джулія Даффі
Джулія Даффі (англ. Julia Duffy, при народженні Джулія Маргарет Гіндсрод, нар.. 27 червня 1951, Міннеаполіс, Міннесота, США) — американська акторка, найбільш відома за ролями на телебаченні.

## Життя і кар'єра
Даффі за свою кар'єру з'явилася у понад 60 фільмах і телесеріалах. Найбільш відома за роллю в комедійному серіалі «Ньюгарт» (1983—1990), за яку отримала 7 послідовних номінацій на премію «Еммі» за найкращу жіночу роль другого плану в комедійному телесеріалі, а також номінацію на «Золотий глобус».
Після завершення шоу «Ньюгарт» виконала головну роль разом з Джорджем Клуні в ситкомі «Дитячий лепет», що проіснував недовго, а після приєдналася до акторського ансамблю ситкому «Створюючи жінку» (1991—1992). З 1993 по 1995 рік знімалася в ситкомі «Матусі», який закрили після двох сезонів. У наступні роки головним чином робила рідкісні гостьові появи в серіалах, таких як «Сабріна — юна відьма» і «Реба», а також виконувала ролі другого плану у фільмах.

## Вибрана фільмографія
| Рік       |    | Українська назва                             | Оригінальна назва                           | Роль                           |
| --------- | -- | -------------------------------------------- | ------------------------------------------- | ------------------------------ |
| 1981      | ф  | Шлях Каттера                                 | Cutter's Way                                | молода дівчина                 |
| 1982      | с  | Будьмо                                       | Cheers                                      | Ребекка Праут                  |
| 1998      | с  | Грейс у вогні                                | Grace Under Fire                            | Бев                            |
| 1999      | с  | Сабріна — юна відьма                         | Sabrina, the Teenage Witch                  | Люсі Крафт                     |
| 2003      | мф | Павутиння Шарлотти 2: Велика пригода Вілбура | Charlotte's Web 2: Wilbur's Great Adventure | Шарлотта                       |
| 2003      | ф  | Нестерпна жорстокість                        | Intolerable Cruelty                         | Сара Батіста О'Фланаган Соркін |
| 2004—2006 | с  | Дрейк і Джош                                 | Drake & Josh                                | місіс Гейфер                   |
| 2005      | с  | Місце злочину: Нью-Йорк                      | CSI: NY                                     | Міллі Генфорд                  |
| 2005      | с  | Все тіп-топ, або життя Зака і Коді           | The Suite Life of Zack & Cody               | Марта Гаррінгтон               |
| 2008      | с  | Чаклуни з Вейверлі                           | Wizards of Waverly Place                    | місіс Анжела                   |
| 2011—2013 | с  | Безсоромні                                   | Shameless                                   | Кендіс Лішман                  |
| 2014      | ф  | Табір «X-Ray»                                | Camp X-Ray                                  | Бетті Коул                     |
| 2014      | с  | Управління гнівом                            | Anger Management                            | Філліс                         |
| 2014      | с  | Передмістя                                   | Suburgatory                                 | Еммалін                        |
| 2015      | с  | Королеви крику                               | Scream Queens                               | Банні Радвелл                  |